# Бодеевское сельское поселение
Бодеевское сельское поселение — муниципальное образование в Лискинском районе Воронежской области.
Административный центр — село Бодеевка. Площадь сельского поселения — 11,11 км².

## Население
| 2010 | 2012  | 2013  | 2014  | 2015  | 2016 | 2017 |
| ---- | ----- | ----- | ----- | ----- | ---- | ---- |
| 1124 | ↘1090 | ↘1071 | ↘1032 | ↘1013 | ↘991 | ↘978 |
| 2018 |       |       |       |       |      |      |
| ↗980 |       |       |       |       |      |      |

## Населённые пункты
В состав поселения входят 4 населённых пункта:
1. село Бодеевка
2. село Машкино
3. хутор Новозадонский
4. хутор Новониколаевский